# Hungarian Rhapsody: Queen Live in Budapest ’86
Hungarian Rhapsody: Queen Live in Budapest '86 is een concertfilm van de Britse rockband Queen in de Hongaarse hoofdstad Boedapest. Dit concert werd op 27 juli 1986 opgenomen tijdens de Magic Tour van de band en was in december 1986 al uitgebracht op VHS. De film ging op 20 september 2012 wereldwijd in première en op 5 november 2012 werd de film uitgebracht op dvd, blu-ray en Deluxe Editions.

## Tracklijst

### Dvd
1. One Vision
2. Tie Your Mother Down
3. In the Lap of the Gods...Revisited
4. Seven Seas of Rhye
5. Tear It Up
6. A Kind of Magic
7. Under Pressure
8. Who Wants to Live Forever
9. I Want to Break Free
10. Gitaarsolo door Brian May
11. Now I'm Here
12. Love of My Life
13. Tavaszi Szél Vizet Áraszt
14. Is This The World We Created...?
15. Tutti Frutti
16. Bohemian Rhapsody
17. Hammer to Fall
18. Crazy Little Thing Called Love
19. Radio Ga Ga
20. We Will Rock You
21. Friends Will Be Friends
22. We Are the Champions

- Extra's
  - Documentaire 'A Magic Year'

### Cd

#### Disk 1
1. One Vision
2. Tie Your Mother Down
3. In the Lap of the Gods...Revisited
4. Seven Seas of Rhye
5. Tear It Up
6. A Kind of Magic
7. Under Pressure
8. Another One Bites the Dust
9. Who Wants to Live Forever
10. I Want to Break Free
11. Looks Like It's Gonna Be a Good Night
12. Gitaarsolo door Brian May
13. Now I'm Here

#### Disk 2
1. Love of My Life
2. Tavaszi Szél Vizet Áraszt
3. Is This the World We Created?
4. (You're So Square) Baby I Don't Care
5. Hello Mary Lou
6. Tutti Frutti
7. Bohemian Rhapsody
8. Hammer to Fall
9. Crazy Little Thing Called Love
10. Radio Ga Ga
11. We Will Rock You
12. Friends Will Be Friends
13. We Are the Champions
14. God Save the Queen